# Насто Джигеров
Анастас (Насто) Джигеров (на английски: Nasto Gigeroff) е български революционер, деец на Вътрешната македоно-одринска революционна организация.

## Биография
Насто Джигеров е роден в 1879 година в костурското село Ощима, тогава в Османската империя, днес Тригоно, Гърция. Присъединява се към ВМОРО и през лятото на 1903 година участва в Илинденско-Преображенското въстание. В 1912 година емигрира в Канада и се установява в Торонто, където участва активно в живота на българската емиграция. Джигеров е един от основателите на църквата „Св. св. Кирил и Методий“ в Торонто, а след това и на църквата „Свети Георги“ и на Македонската патриотична организация „Любен Димитров“ в Торонто.
Умира в Торонто през февруари 1975 година.